# Noga Alon
Noga M. Alon, izraelski matematik, * 17. februar 1956, Haifa, Izrael.
Alon je najbolj znan po svojem delu na področju kombinatorike in teoretičnega računalništva. Doktoriral je leta 1983 s področja kombinatorike na Hebrejski univerzi v Jeruzalemu. Raziskuje na področju kombinatorike, teorije grafov, teoretičnega računalništva, kombinatorične geometrije in kombinatorične teorije števil. Kot predavatelj je gostoval na več tujih univerzah in raziskovalnih središčih, vključno z MIT, Inštitutom za višji študij v Princetonu, Almadenovim raziskovalnim središčem IBM v San Joseju, Bellovimi laboratoriji. Objavil je več kot 300 raziskovalnih člankov, večino s področja kombinatorike in teoretičnega računalništva ter eno knjigo.
Trenutno je na fakulteti Univerze v Tel Avivu. Odkril je pomembne izreke v aditivni teoriji števil in kombinatoriki, med njimi kombinatorični izrek o ničlah.

## Dela
- Noga N. Alon, Joel H. Spencer: The Probabilistic Method, John Wiley and Sons, 1992 / 2. izd. 2000, xiii+254 pp ISBN 0-471-37046-0. (COBISS) / (COBISS)

1. ↑  http://en.emetprize.org/laureates/exact-sciences/mathematics/prof-noga-alon/